# 阿爾扎馬斯州
阿爾扎馬斯州（俄语：Арзамасская область）是蘇聯俄羅斯蘇維埃聯邦社會主義共和國的一個州。面積27,200平方公里，1956年人口1,068,000人。首府阿爾扎馬斯。下轄3市32縣。
1954年1月7日自高爾基州建州，1957年4月23日撤銷，所轄市縣回歸高爾基州。